# Okręg wyborczy North Leicestershire
Okręg wyborczy North Leicestershire – powstał w 1832 roku i wysyłał do brytyjskiej Izby Gmin dwóch deputowanych. Okręg obejmował północną część hrabstwa Leicestershire. Został zlikwidowany w roku 1885.

## Deputowani do brytyjskiej Izby Gmin z okręgu North Leicestershire
- 1832–1835: lord Robert William Manners, Partia Konserwatywna
- 1832–1837: Charles March Phillipps, wigowie
- 1835–1852: lord Charles Henry Manners, Partia Konserwatywna
- 1837–1859: Edward Basil Farnham, Partia Konserwatywna
- 1852–1857: Charles Manners, markiz Granby, Partia Konserwatywna
- 1857–1885: lord John Manners, Partia Konserwatywna
- 1859–1868: Edward Bourchier Hartopp, Partia Konserwatywna
- 1868–1880: Samuel William Clowes, Partia Konserwatywna
- 1880–1883: Edwyn Sherard Burnaby, Partia Konserwatywna
- 1883–1885: Montagu Curzon, Partia Konserwatywna